# Doripenem
Doripenem is een synthetisch antibioticum. Het is een bètalactamantibioticum dat behoort tot de groep van de carbapenems. Het werd in 2005 gelanceerd door het Japanse bedrijf Shionogi & Co. onder de merknaam Finibax. Buiten Japan heeft Johnson & Johnson de verkoopsrechten van het middel; in de Europese Unie is Janssen Cilag, een dochtermaatschappij van Johnson & Johnson, de vergunninghouder. Buiten Japan wordt de merknaam Doribax gebruikt.

## Werking
De werking van doripenem is gelijkaardig aan die van andere carbapenems, zoals meropenem. De stof hecht zich op het oppervlak van de bacteriecellen aan bepaalde eiwitten. Ze belemmert zo de celwandsynthese waardoor de bacteriën afsterven. Doripenem is werkzaam tegen een breed spectrum van gram-positieve bacteriën, gram-negatieve bacteriën waaronder Pseudomonas aeruginosa, en anaerobe bacteriën.

## Indicaties
Doripenem wordt voorgeschreven voor de behandeling van bepaalde infecties bij volwassenen, met name:
- nosocomiale pneumonie (een vorm van longontsteking, opgelopen in een ziekenhuis, zoals bij gebruik van een beademingsapparaat).
- gecompliceerde infecties in de buik
- gecompliceerde infecties van de urinewegen.

## Toediening
Doribax of Finibax bevat doripenem monohydraat (CAS-nummer: 364622-82-2); dit is een poeder, waarmee een oplossing moet worden gemaakt voor intraveneuze toediening door middel van een infuus.

## Toelatingen
- In de Europese Unie verkreeg Janssen Cilag op 25 juli 2008 de toelating om Doribax op de markt te brengen[1].